# شوكولاتة كادبوري بالحليب

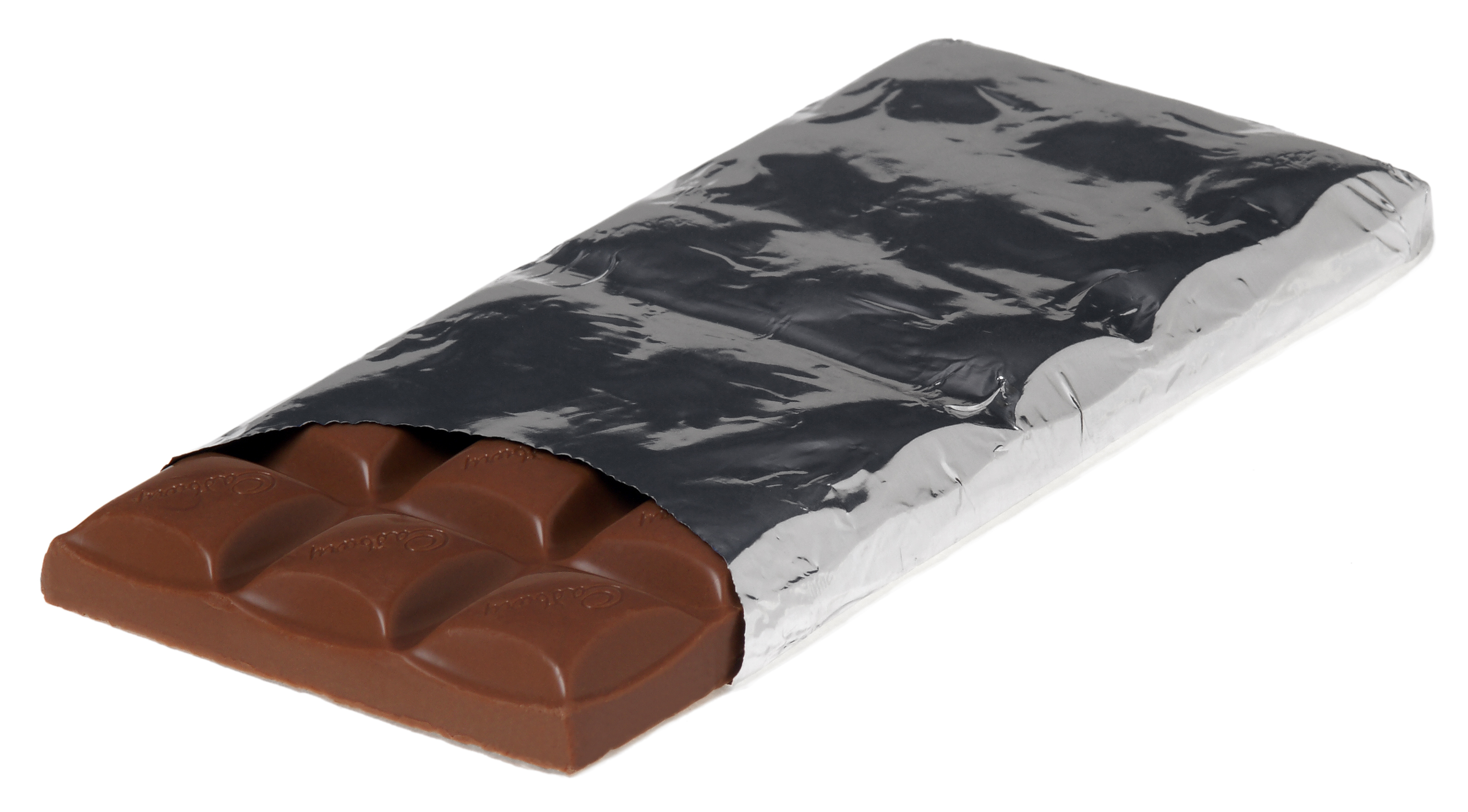
شوكولاتة كادبوري بالحليب والكراميل مغطاة برقاق معدني

شوكلاته كادبوري بالحليب هي إحدى الشركات الحالية المتخصصة بالشوكولاتة بالحليب وتديرها كادبوري، ماعدا في الولايات المتحدة الأمريكية فيتم صنعها في شركة مونديلز العالمية. بدأت في المملكة المتحدة في عام 1905 وتحتوي على عدد من المنتجات فجميع منتجات شوكلاته كادبوري مصنوعة من حليب الشوكلاته الحصري.

## التاريخ
في عام 1905 صنعت شركة كادبوري أول لوح شوكولاتة في إنجلترا، بكمية أكثر من الحليب وهذا ما يجعله مختلفاً عن باقي ألواح الشوكولاتة وأصبح من أكثر مبيعات الشركة لعام 1914 . وعلق جورج كادبوري الابن على التطور للوح الشوكولاتة وقال بأنه «اُقتراح العديد من الأسماء من ضمنها شوكولاتة حليب هايلاند وشوكولاتة جيرسي وشوكولاتة بالحليب ولكن عندما اقترحت ابنة لزبون شوكولاتة كادبوري بالحليب ثبت الاسم». في عام 1928 تم إنتاج شوكولاتة بالفواكة والمكسرات كجزء من شوكلاته كادبوري بالحليب ولحقها بعد ذلك شوكولاتة المكسرات بعام 1933 .وبعد ذلك أصبحت شركة كادبوري من العلامات التجارية الرائدة في المملكة المتحدة..في عام 1928 قاشركة
قامت كادبوري في سبتمبر عام 2012باتخاذ قرار بشأن تغيير حجم لوح تشنكس (chunks bar) لحجم أصغر وذلك لتقليل الوزن فلم يشهد لوح الشوكولاتة أي تغيير منذ عام 1905.
حصلت شركة كادبوري في المملكة المتحدة على العلامة تجارية للون البنفسجي المميز (Pantone 2865C) ويستخدم على الغلاف الخاص بألواح الشوكولاتة [5]

## الإنتاج
شوكولاتة كادبوري بالحليب عبارة عن 23% من حبوب الكاكاو، والآن يتم تصنيع أحدث أنواع الشوكولاتة بالحليب في فرنسا فهذه المنتجات تتم صناعتها في فرنسا وتباع في المملكة المتحدة.تباع العديد من المنتجات المختلفة لكادبوري في الولايات المتحدة الأمريكية فإن إدارة الغذاء والدواء لاتسمح بالمنتجات التي تستبدل زبدة الكاكاو زيت نباتي بأن تسمى شوكولاتة.تم إعادة تصنيع شوكولاتة كادبوري بالحليب بصيغ مختلفة في عام 2006 ومرة أخرى في عام 2009 مع إضافة زيت النخيل كبديل لزبدة الكاكاو في بعض المنتجات، وبدأ الغضب الناجم عن انخفاض حجم المنتج في حين بقي السعر نفسه بدون تغيير، وعلى الرغم من أن كادبوري تنص على أن تكلفة الجملة للغرام الواحد يجب أن يكون نفسه ولكن تجار التجزئة لم يطبقوا ذلك.في عام 2009 بشهر أغسطس أعلنت شركة كادبوري بأنها ستعود لاستخدام زبدة الكاكاو بدلاً من زيت النخيل ويرجع ذلك لعدم استجابة المستهليكن للمنتج .
في سبتمبر من عام 2012 بدأت ألواح الشوكولاته الصغيرة بالظهور في المحلات التجارية البريطانية.
تباع شوكولاتة كادبوري بالحليب في الولايات المتحدة تحت اسم كادبوري ولكن يتم تصنيعها بواسطة شركة مونديليز الدولية (Mondelēz International.).

## ألواح الشوكولاتة
منتجات الشوكولاتة بالحليب :
- لوح الشوكولاتة مع كأس ونصف من الحليب الطازج. بدأ إنتاجه في عام 1905.
- شوكولاتة بالحليب والكارميل. وهي شوكولاتة كادبوري بالحليب محشوة بالكارميل.
- شوكولاتة بالحليب بالمكسرات والكارميل
- شوكولاتة كادبوري بالحليب محشوة بالكارميل والبندق في المنتصف.
- شوكولاتة بالحليب والمكسرات والفواكه المجففة
- شوكولاتة كادبوري بالحليب باللوز والزبيب.
- شوكولاتة بالحليب والجوز
- شوكولاتة كادبوري بالحليب والبندق.
- شوكولاتة بالحليب التركية.
- شوكولاتة كادبوري بالحليب مع الحلقوم التركي في المنتصف.
- شوكولاتة بالحليب دوبل شوك.
- شوكولاتة كادبوري بالحليب محشوة بالكريمة. بدأ إنتاجه في عام 2006 ولكنه انقطع في عام 2009.
- شوكولاتة بالحليب ريتسز.
- شوكولاتة كادبوري بالحليب محشي كالشطيرة بين قطع من بسكويت ريتسز المالح.
- الشوكولاتة بالحليب LU
- شوكولاتة كادبوري بالحليب محشي كالشطيرة بين قطع بسكويت LU
- شوكولاتة بالحليب وقطع حلوى الجيلي
- شوكولاتة كادبوري بالحليب ( مارفيلوس) مع قطع حلوى الجيلي.
- شوكولاتة كادبوري بالحليب ( مارفيلوس) مع قطع الكوكيز والمكسرات المقرمشة
- شوكولاتة كادبوري بالحليب مع قطع من الكوكيز وحبات البندق واللوز المغطاة بالكراميل.
- شوكولاتة بالحليب ( مارفيلوس) مع العسل وحلوى الجيلي
- شوكولاتة كادبوري بالحليب مع حلوى الجيلي بنكهة الكولا والعسل و بريتزيل المملح (pretzel).
- شوكولاتة بالحليب (مارفيلوس) مع قطع الموز والكارميل الهشه
- شوكولاتة كادبوري بالحليب مع قطع الموز والكراميل الهشة .
- شوكولاتة بالحليب (مارفيلوس) مع قطع الأوريو
- شوكولاتة كادبوري بالحليب مع الحبات الأوريو الصغيرة وقطع من الشوكولاتة البيضاء.
- شوكولاتة بابلي بالحليب
- شوكولاتة كادبوري بالحليب محتوي على فقاعات.
- شوكولاتة بابلي البيضاء بالحليب
- شوكولاتة كادبوري البيضاء بالحليب والذي يحتوي على فقاعات.
- شوكولاتة بابلي بالحليب والنعناع
- شوكولاتة كادبوري بالحليب ويحتوي على فقاعات وعليه طبقة من كريمة النعناع.
- شوكولاتة بابلي بالحليب والكراميل
- شوكولاتة كادبوري بابلي بالحليب ويحتوي على فقاعات وعليه طبقة من الكراميل.
- شوكولاتة بابلي بالحليب والنعناع
- شوكولاته كادبوري بالحليب بحجم أصغر.
- شوكولاتة بالحليب وبسكويت أوريو
- شوكولاتة كادبوري بالحليب مع كريمة الفانيليا وقطع من بسكويت الأوريو.
- شوكولاتة بالحليب وحلوى ديم (Daim)
- شوكولاتة كادبوري بالحليب مع قطع صغيرة من اللوز المغطى بالكراميل وحلوى ديم (Daim).
- شوكولاته بالحليب والكراميل والجوز
- شوكولاته كادبوري بالحليب مع طبقة من الكراميل والجوز المجروش.
- شوكولاتة بالحليب والبسكويت الذهبي
- شوكولاتة كادبوري بالحليب بطبقة من كريمة الفانيليا والبسكويت الذهبي.
- شوكولاته بالحليب والنعناع الهشة
- شوكولاتة كادبوري بالحليب مع النعناع ومنكهة بالعسل. وهو منقطع حالياً
- شوكولاته بالحليب والبرتقال المسحوق
- شوكولاتة كادبوري بالحليب مع البرتقال ومنكهة بالعسل. بدأ إنتاجه في عام 2003 ولكنه انقطع في عام 2004
- ألواح الشوكولاتة ذات إصدارات محدودة
- شوكولاتة بالحليب ذات النقط والخطوط
- لوح شوكولاتة كادبوري بالحليب مع الشوكولاتة البيضاء. بدأ انتاجه كمنتج إصداره محدود بعام 2010
- شوكولاته بالحليب (بيق رايس)
- شوكولاتة ويفر مغطاة بكريمة القهوة وقطع من البسكويت مغطسة في شوكولاتة كادبوري بالحليب. بدأ انتاجه كمنتج ذا إصدار محدود في عام 2011 وهو منقطع حالياً.
- شوكولاتة بالحليب بالفراولة والكريمة
- شوكولاتة كادبوري بالحليب مع الفراولة والزبادي. بدأ انتاجه في عام 2013 ثم انتج مرة أخرى بصيف 2014
- شوكولاتة بالحليب وينتر ونديرلاند
- لوح شوكولاتة كادبوري بالحليب مع الشوكولاتة البيضاء على شكل شجرة. بدأ انتاجه كمنتج محدود في عيد الميلاد بعام 2013 وهو منقطع حالياً
- شوكولاتة بالحليب سنوي ديلايت.
- شوكولاتة كادبوري بالحليب بنكهة الفانيليا محشوة بالكريمة. بدأ انتاجه كمنتج محدود في عيد الميلاد بعام 2013 وحصري في متجر تيسكو
- شوكولاتة بالحليب ( هوبي بوني)
- شوكولاتة كادبوري بالحليب مع قطع من الشوكولاته البيضاء على شكل أرانب صغيرة. بدأ انتاجه كمنتج محدود في عيد الفصح بعام 2014

## الاستردادات
استيراد المنتجات في شهر يوليو من عام 2007 غُرمت شركة كادبوري بمليون جنية استرليني وذلك بسبب كون منتجاتها عرضة لخطر الإصابة بفايروس السالمونيلا (في مصنع بمارلبروك، هيرفوريشير).وأيضاً انفقوا 30,000,000 جنيه استرليني لتعقيم المصنع. في 14 من سبتمبر في عام 2007 ، قامت أحد منتجات كادبوري (كادبوري شويسب) بالتحقيق في خطأ في التصنيع بسبب التحذيرات بالحساسية، وهذا مادعى إلى الاسترداد الثاني للآلاف من المنتجات خلال عامين.وأيضاً الخطأ المطبعي بإغفال طباعة (حساسية تجاه جوز) على الغلاف في مصنع كينشام بما يقارب 250 جرام من ألواح الشوكولاتة.
وفي عام 2008 تترك شركة كادبوري بلا تأثير، وذلك بعد اكتشاف تلوث منتجات الشوكولاتة بالحليب (العلامة التجارية لكادبوري) المصنوعة في الصين بمادة الميلامين، حيث أن الميلامين مادة كيميائية سامة ولاسيما للأطفال الرضع والتي يمكن استخدامها بأمان في صناعة البلاستيك.